# Joža Lovec
Joža (Jože) Lovec, slovenski veslač, * 12. november 1939, Maribor. 
Lovec je za Jugoslavijo nastopil na Poletnih olimpijskih igrah 1960 v Rimu, kjer je veslal v dvojnem dvojcu.